# NR-30機炮
NR-30機炮是前蘇聯把NR-23機炮放大至30毫米口徑而開發的空用機炮，該機炮除了蘇聯生產外中國也有生產並改名為30-1式

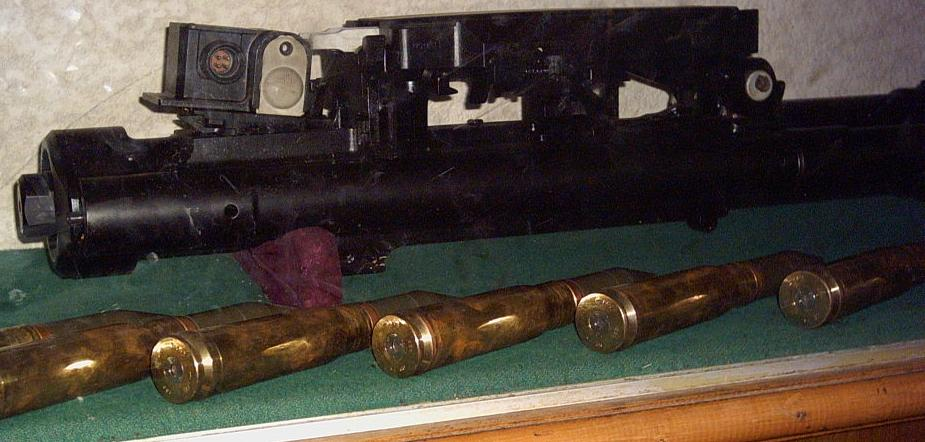
NR-30的彈藥

## 基本資料
- 槍長:2,153毫米
- 槍管長:1,600毫米
- 槍重:66公斤
- 口徑:30毫米
- 子彈:30x155毫米
- 子彈初速:780米/秒
- 射速:850至1,000發/分鐘
- 作用方式:短衝程後座作用式

## 使用機種

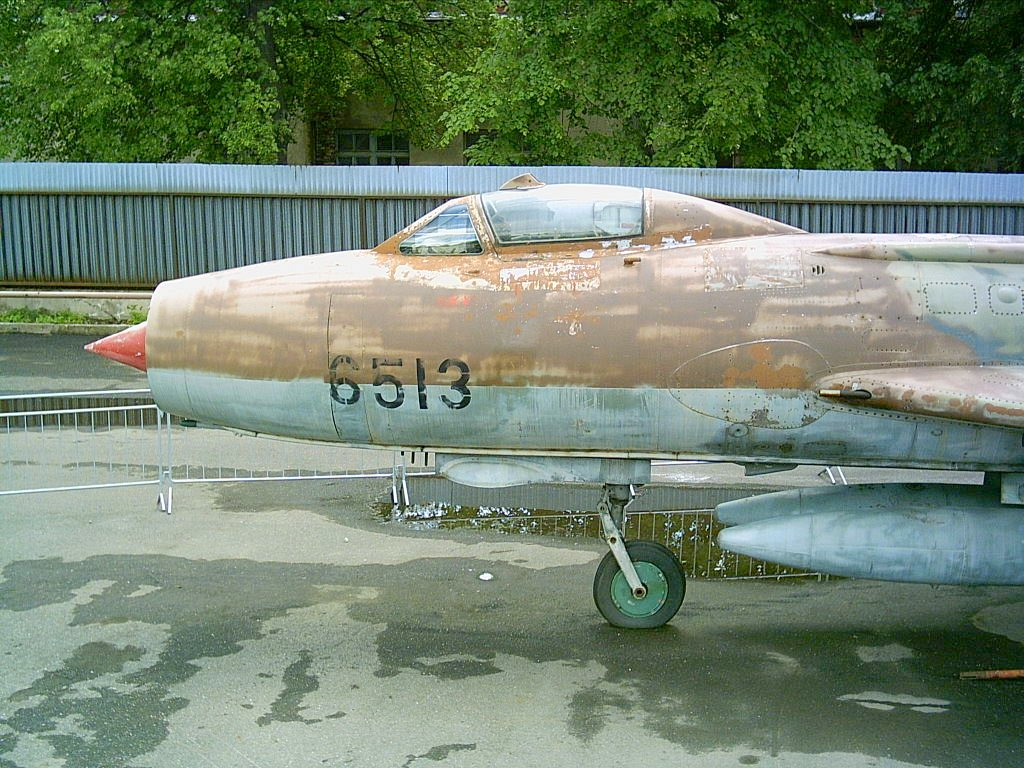
Su-7的左右機翼根部各裝有一門NR-30機炮

- 米格-19
- 米格-21(早期型)
- Su-7戰鬥轟炸機
- Su-17/20/22
- 歼-6
- 歼-7

## 生產國家
- 苏联
- 中國